# Trith-Saint-Léger
Trith-Saint-Léger è un comune francese di 6 516 abitanti situato nel dipartimento del Nord nella regione dell'Alta Francia.
Il comune fa parte dell'agglomerazione della città di Valenciennes e si trova sulle rive del fiume Schelda (Escaut), nei pressi della frontiera belga. La città è servita dalla linea ferroviaria Valenciennes - Cambrai.

## Società

### Evoluzione demografica
Abitanti censiti